# 上海浦東国際空港
上海浦東国際空港（シャンハイプードンこくさいくうこう、中国語: 上海浦东国际机场、英語: Shanghai Pudong International Airport）は、中華人民共和国・上海市浦東新区に位置する国際空港である。上海市中心部から東30kmに位置する。

## 概要
1999年に開港。敷地面積4000ha、全長3,400-4,000m、幅60mのクロースパラレル滑走路2本2組（計4本）を有する24時間稼働の国際空港である。空港は2つの旅客ターミナルを中心に構成される。2019年9月にはサテライトコンコースが完成した。計画では3番目のターミナル、1本の滑走路の増設が予定されている。収容量は現在の年間6,000万人から8,000万人に、貨物取扱い能力は600万tに増える構想である。
中国東方航空、上海航空、中国国際航空などのハブ空港であり、国内外48の航空会社が乗入れ、海外73都市、国内62都市とを結んでいる。当国際空港開港後の2002年10月以降、上海市西部に位置する上海虹橋国際空港は国内線専用空港（ただし、ソウル/金浦・東京/羽田線は運航）として利用されている。国際線で上海浦東国際空港に到着し、上海虹橋国際空港発の国内線に乗り継ぐ場合、最短乗継時間（MCT）は4時間に設定されている。
空港には世界で初めて実用化された高速磁気浮上鉄道「上海トランスラピッド」が接続し、最短7分20秒で市街まで連絡する。
2019年 統計
- 利用客数 76,153,455（中国第2位）
- 貨物取扱量（トン） 3,634,230（中国第1位）
- 発着回数 511,846（中国第2位）

## 歴史

空港チャート図

### 開港前
長年、上海の空の玄関口であった上海虹橋国際空港は年々増えつつある航空需要を賄いきれなくなりつつあったが、虹橋空港の周辺には市街地が広がっており大幅な拡大は困難であった。そのため中国政府は虹橋空港の代替として新空港の建設を決め、上海の東、長江の河口に面した浦東沿岸を開発することになった。工事は1997年10月に着工した。なお工事にあたり、日本はODAの事業として400億円、円借款として拠出している。

### 開港後
2年の歳月と16.7億ドルの建設費をかけて1999年10月1日に開港し、虹橋空港を発着する全ての国際線（香港線およびマカオ線も含む）が当空港に移転した。開港直後は1本の4Eカテゴリーの滑走路（4,000 m x 60 m）と並行する2本の誘導路を持つ空港であったが、その後も拡張を続け、2本目、3本目、4本目の滑走路はそれぞれ2005年3月17日と2008年3月26日、2015年3月28日に供用開始された。現在は5本目の滑走路が建設中であり、こちらは完成次第中国商用飛機の飛行機テスト専用滑走路とする予定である。
2007年より虹橋空港の国際線が復活した（羽田や金浦など近距離便のみ）。
2008年3月にターミナル2・西貨物ターミナル、2019年9月にサテライトコンコースの供用を開始した。

### 計画
2025年に、ターミナル3の供用開始を予定している。マスタープランでは全部で3つのターミナルと2つのサテライトコンコースと5つの並行する滑走路で最大年間1億人の利用を見込んでいる。

## ターミナルビル

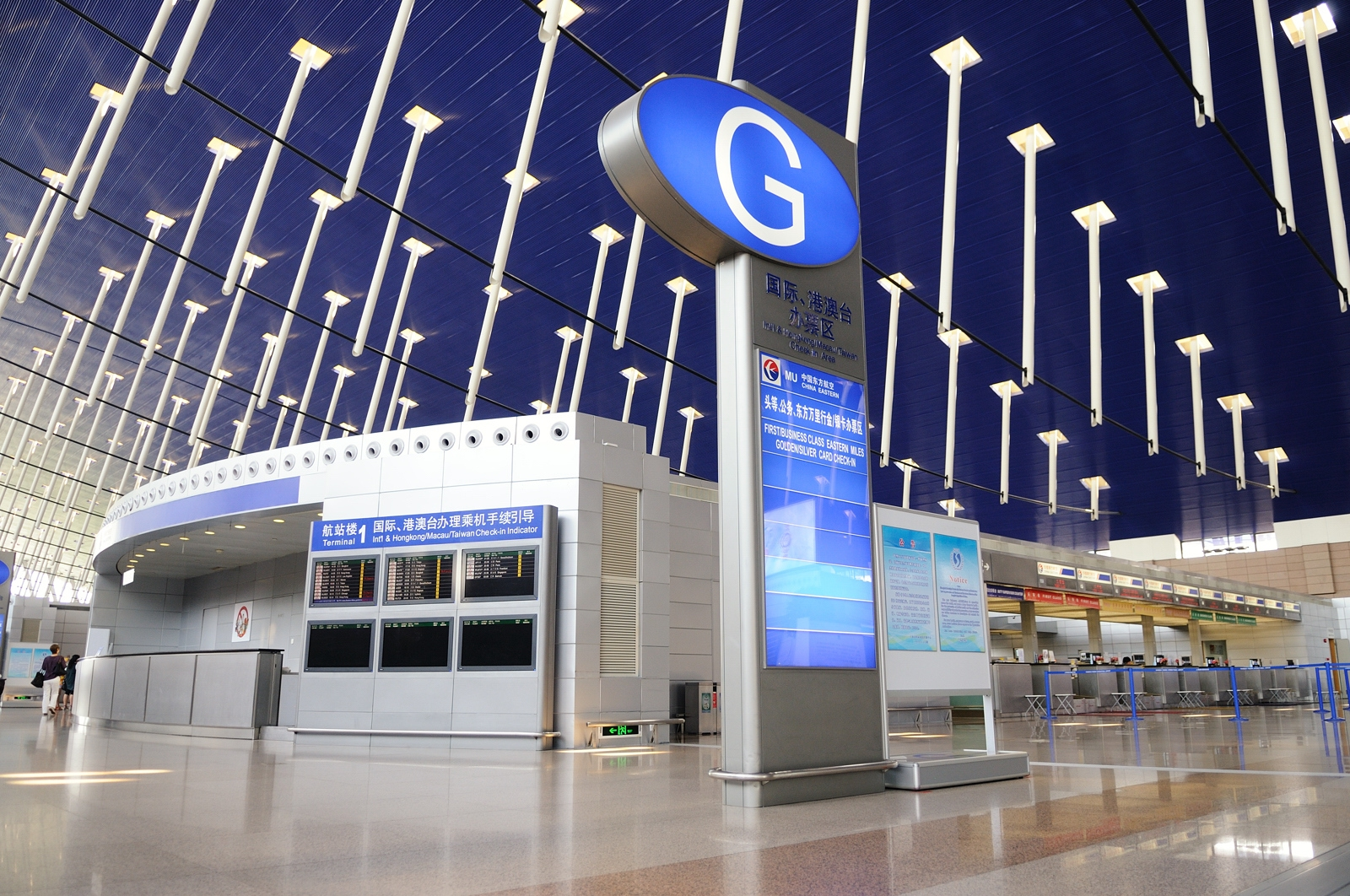
上海浦東国際空港ターミナル1

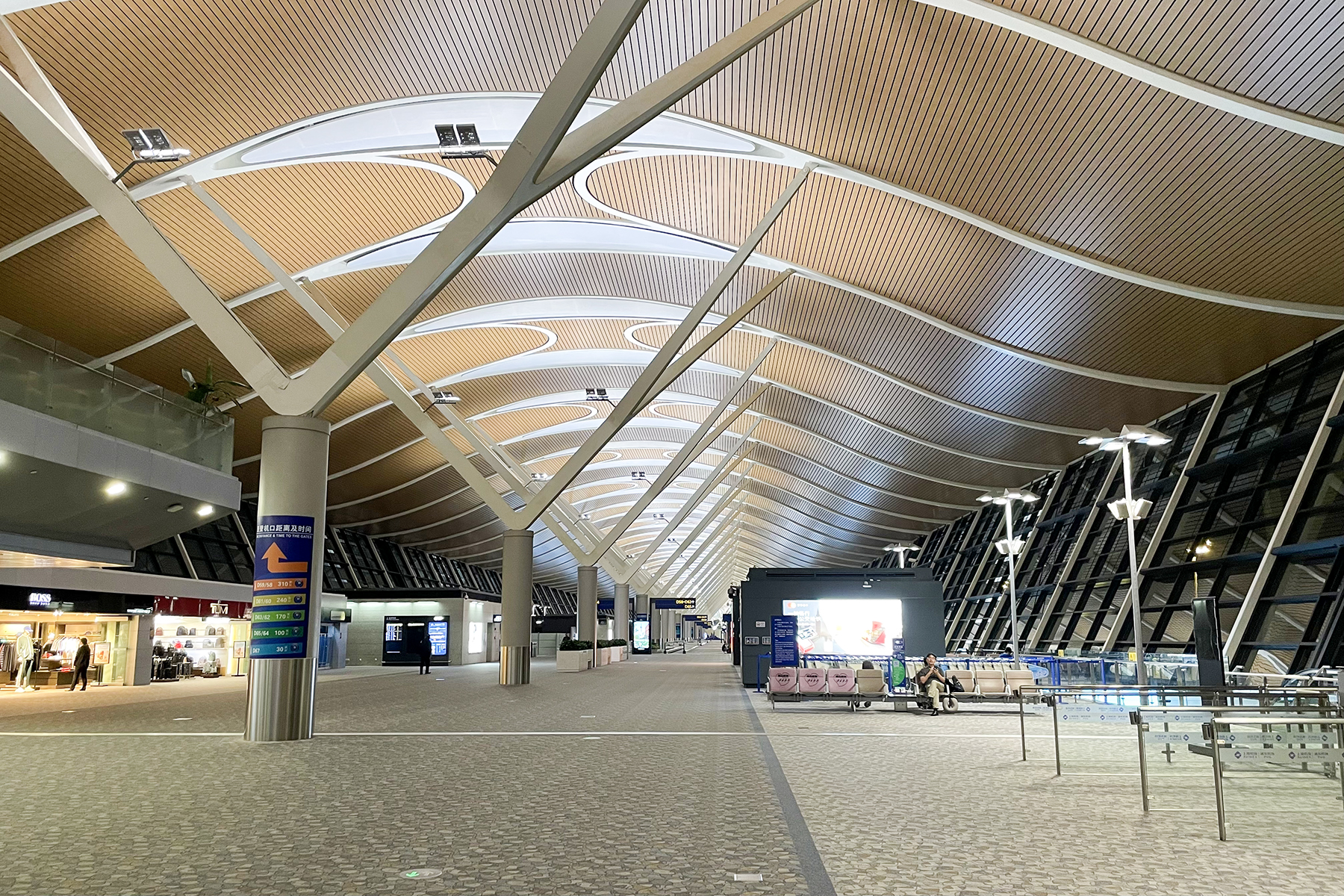
上海浦東国際空港ターミナル2

ターミナル1（1号航站楼）とターミナル2（2号航站楼）の二つあり、2008年3月26日にターミナル2が開業した。なお、両ターミナルは約10分おきに運行されている無料シャトルバスで移動できるほか、北歩行道・中歩行道・南歩行道の3つの渡り廊下でも移動できる。これらの渡り廊下は双方向の動く歩道も設置されているが、両ターミナルは500メートルほど離れている。両ターミナルの中間地点に上海トランスラピッドおよび上海軌道交通2号線の浦東1号2号航站楼駅がある。中歩行道からは両方の路線も利用できるが、北歩行道からは上海トランスラピッドのみ、南歩行道からは上海軌道交通しか利用できない。各ターミナルビルには売店や飲食店、駅付近の北歩行道と中歩行道の間にはファストフードの店舗街がある。
両ターミナル共、手荷物検査後の待合エリアでは、無線LANによるインターネット接続サービスが無料で提供されているが、アクセスするための暗証番号を携帯電話のSMS（海外から持ち込んだ携帯電話のローミングでも可能）で受け取って入力する必要がある。また、予告無しに中断されたり、使用できなかったりすることがあり、当然ながらグレート・ファイアウォールをはじめとする検閲も行われているので、注意が必要である。
2019年9月に83の搭乗ゲートを持つサテライトコンコースが開業した。延床面積は62万㎡あり、ターミナル2（49万㎡）を上回る。上から見るとH型をしておりS1とS2と呼ばれる区画に分かれている。S1はターミナル1と、S2はターミナル2と地下式の電車で連絡している。

### 国際線から国際線への乗り継ぎについて
中国国内に所在する国際空港においては、中国の出入国に関する法令により、たとえ国際線同士相互の乗り継ぎであっても一旦中国の入国・出国審査を受ける必要があるが（北京国際空港は異なる）、当空港をハブ空港の一つと位置付けている中国東方航空は当空港に於ける国際線同士相互の乗り継ぎに関して、2012年3月11日以降、ターミナル1館内に於ける自社国際線同士の乗り継ぎであること、当日中の乗り継ぎであり、かつ受託手荷物が乗り継ぎ便に至るまでスルーでチェックインされていることなどの条件を満たしている場合に限り、入国・出国審査を改めて受けずに乗り継ぎができるようにしている。

## 就航航空会社と就航都市

### 国際線

#### ターミナル1
| 航空会社                 | 就航地 |
| ------------------------ | --- |
| 中国東方航空             | 【日本】： 東京/羽田、東京/成田、大阪/関西、名古屋/中部、札幌/新千歳、旭川、花巻、新潟、小松、静岡、岡山、広島、松山、福岡、長崎、熊本、鹿児島、那覇 【アジア】：ソウル/仁川、釜山、済州、大邱、香港、台北/桃園、マニラ、セブ、ハノイ、ホーチミン、バンコク/スワンナプーム、シンガポール、クアラルンプール、ジャカルタ、デンパサール、プノンペン、シェムリアップ、デリー、コロンボ、ドバイ、アブダビ、リヤド、イスタンブール、タシュケント(2025年9月28日より就航予定)、アルマトイ 【ヨーロッパ】： パリ、ロンドン/ヒースロー、ロンドン/ガトウィック、フランクフルト、モスクワ/シェレメーチエヴォ、サンクトペテルブルク、カザン、プラハ、ローマ/フィウミチーノ、ミラノ/マルペンサ、ヴェネツィア、ジュネーヴ、マドリード、バルセロナ(2025年9月26日より就航予定)、アムステルダム、ストックホルム、コペンハーゲン 【北米】： ニューヨーク/JFK、シカゴ/オヘア、 ロサンゼルス、サンフランシスコ、トロント、バンクーバー(2025年9月25日より運航再開予定)、ホノルル 【オセアニア】： シドニー、メルボルン、ブリスベン、オークランド 【アフリカ】： カイロ |
| 上海航空                 | 東京/羽田、大阪/関西、名古屋/中部、富山、ソウル/仁川、釜山、香港、マカオ、台北/松山、バンコク/スワンナプーム、プーケット、デンパサール、マレ、ブダペスト、マルセイユ、カサブランカ |
| チャイナエアライン       | 台北/桃園、高雄 |
| 日本航空                 | 東京/羽田、東京/成田(2025年10月26日より運航再開予定)、大阪/関西 |
| ジェットスター・ジャパン | 東京/成田 |
| エールフランス           | パリ |
| KLMオランダ航空          | アムステルダム |
| スリランカ航空           | コロンボ |
| エアアジア・フィリピン   | セブ、カリボ |
| デルタ航空               | デトロイト、アトランタ、シアトル、ロサンゼルス |
| 大韓航空                 | ソウル/仁川、釜山 |
| ジンエアー               | 済州 |
| ロイヤルブルネイ航空     | バンダルスリブガワン |

#### ターミナル2
| 航空会社                               | 就航地 |
| -------------------------------------- | --- |
| 中国国際航空                           | 日本： 成田国際空港（千葉県）、関西国際空港（大阪府）、中部国際空港（愛知県）、仙台空港（宮城県）、福岡空港（福岡県） アジア： 台湾桃園国際空港（桃園市）、仁川国際空港（仁川広域市） ヨーロッパ： パリ＝シャルル・ド・ゴール空港（パリ）、ロンドン・ガトウィック空港（ロンドン）、フランクフルト空港（フランクフルト）、ミラノ・マルペンサ空港（ミラノ）、バルセロナ＝エル・プラット空港（バルセロナ） 北米： サンフランシスコ国際空港（サンフランシスコ）、ノーマン・Y・ミネタ・サンノゼ国際空港（サンノゼ）       |
| 中国南方航空                           | 日本： 成田国際空港（千葉県）、関西国際空港（大阪府）、中部国際空港（愛知県） アジア： 仁川国際空港（仁川広域市）、台湾桃園国際空港（桃園市） |
| 春秋航空                               | 日本： 東京/羽田、東京/成田、大阪/関西、名古屋/中部、札幌/新千歳、茨城、高松、佐賀、那覇 アジア： 香港、マカオ、台北/桃園、高雄、ソウル/仁川、済州、バンコク/スワンナプーム、プーケット県、プノンペン、ハノイ、シェムリアップ、クアラルンプール(2025年12月1日より運航開始予定) |
| 海南航空                               | シアトル・タコマ国際空港（シアトル）、ブリュッセル国際空港（ブリュッセル）、ベングリオン国際空港（テルアビブ） |
| 吉祥航空                               | 日本： 東京国際空港（東京都）、成田国際空港（千葉県）、関西国際空港（大阪府）、中部国際空港（愛知県）、新千歳空港（北海道）、那覇空港（沖縄県） アジア： 香港国際空港（香港）、マカオ国際空港（マカオ）、台湾桃園国際空港（桃園市）、高雄国際空港（高雄市）、済州国際空港（済州市）、スワンナプーム国際空港（バンコク）、プーケット国際空港（プーケット県）、チェンマイ国際空港（チエンマイ県）、マクタン・セブ国際空港（セブ）、カリボ国際空港 (アクラン州) ヨーロッパ： ヘルシンキ・ヴァンター国際空港(ヘルシンキ) |

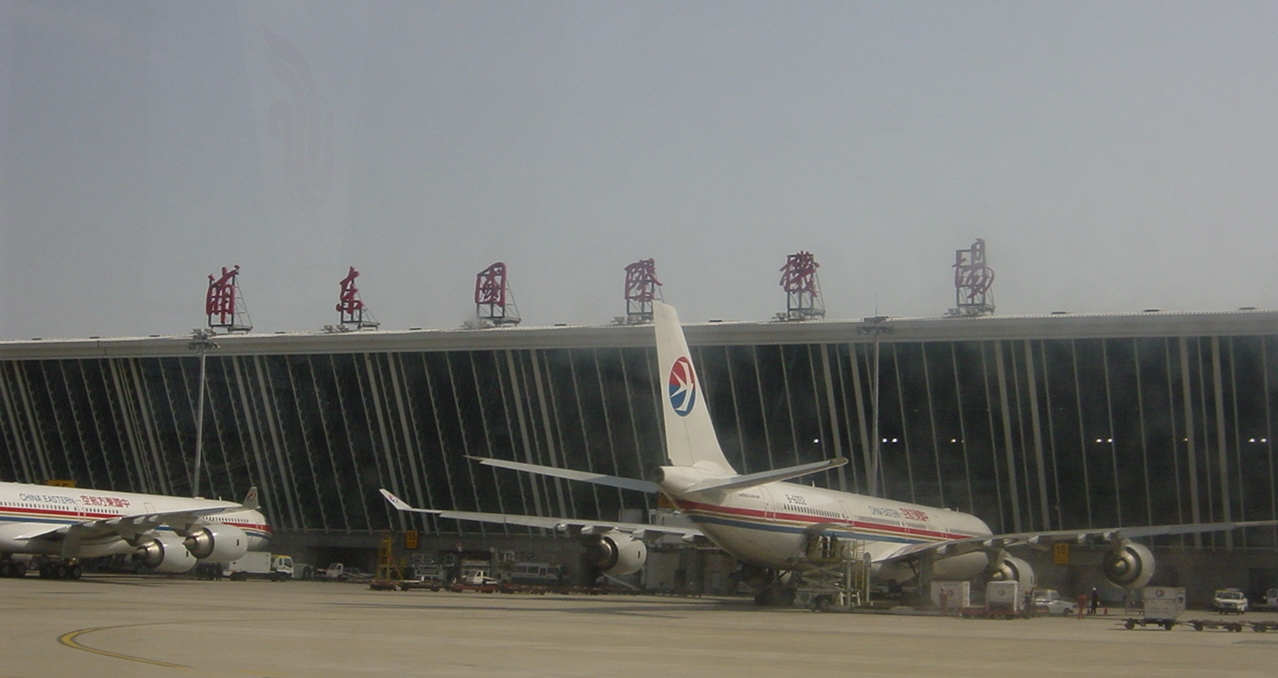
滑走路側から見たターミナル1

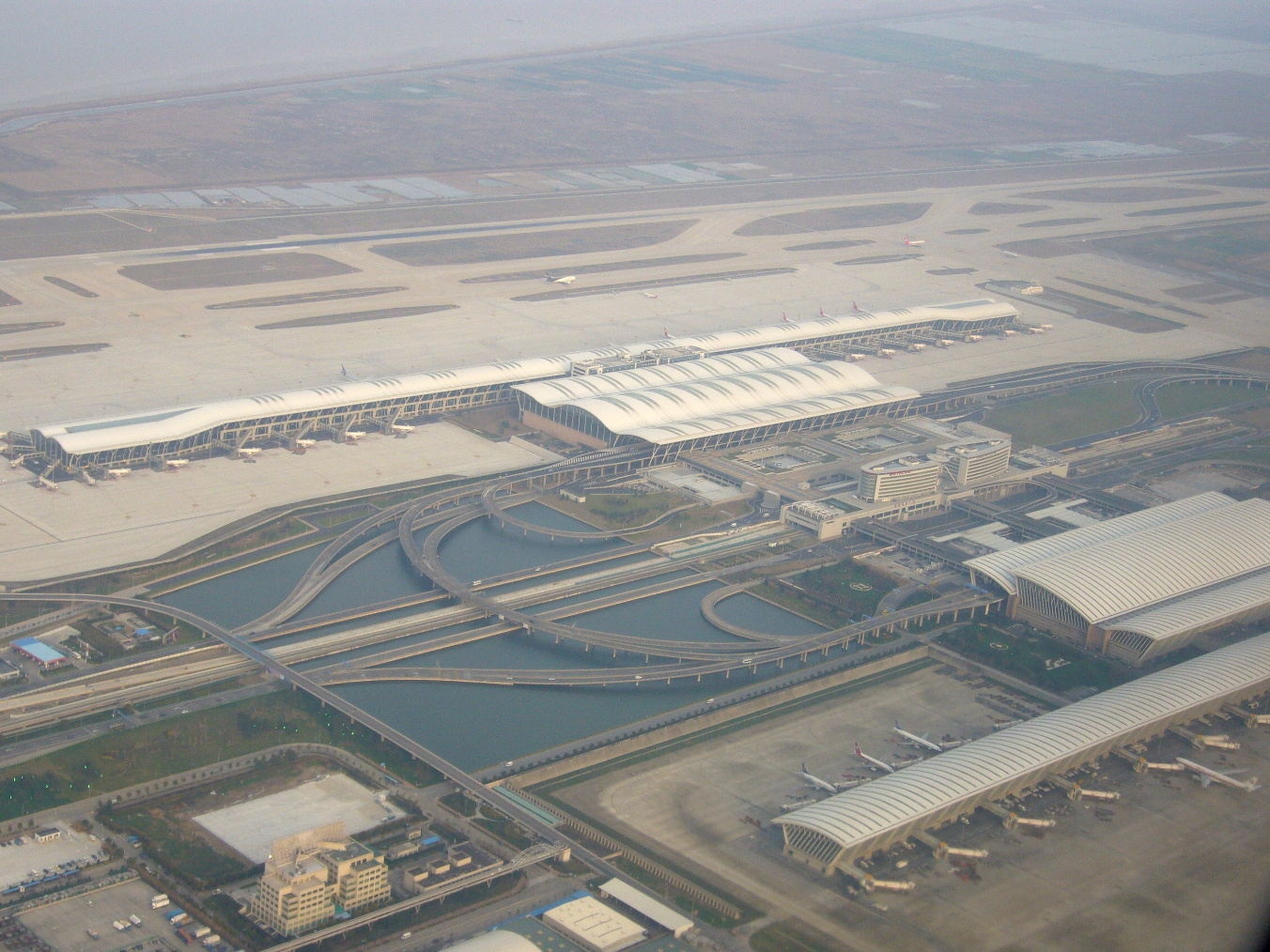
ターミナル2（左上）　ターミナル1（右下）

| キャセイパシフィック航空               | 香港国際空港（香港） |
| 香港航空                               | 香港国際空港（香港） |
| エバー航空                             | 台湾桃園国際空港（桃園市）、高雄国際空港（高雄市） |
| マカオ航空                             | マカオ国際空港（マカオ） |
| 全日本空輸                             | 東京国際空港（東京都）、成田国際空港（千葉県）、関西国際空港(大阪府) |
| Peach Aviation                         | 東京国際空港（東京都）、関西国際空港（大阪府） |
| アシアナ航空                           | 仁川国際空港（仁川広域市）、金海国際空港（釜山広域市） |
| フィリピン航空                         | ニノイ・アキノ国際空港（マニラ） |
| セブパシフィック航空                   | ニノイ・アキノ国際空港（マニラ） |
| PAL エクスプレス                       | カリボ空港（アクラン州） |
| ガルーダ・インドネシア航空             | スカルノ・ハッタ国際空港（ジャカルタ）、ングラ・ライ国際空港（デンパサール） |
| タイ国際航空                           | スワンナプーム国際空港（バンコク） |
| マレーシア航空                         | クアラルンプール国際空港（クアラルンプール）、コタキナバル国際空港（サバ州）、ペナン国際空港（ペナン州）(2017年8月17日から就航予定） |
| エアアジア X                           | クアラルンプール国際空港（クアラルンプール） |
| シンガポール航空                       | シンガポール・チャンギ国際空港（シンガポール） |
| ベトナム航空                           | ノイバイ国際空港（ハノイ）、タンソンニャット国際空港（ホーチミン市） |
| ベトジェットエア                       | ノイバイ国際空港 (ハノイ) |
| エア・インディア                       | インディラ・ガンディー国際空港（デリー）、チャトラパティ・シヴァージー国際空港（ムンバイ） |
| マーハーン航空                         | エマーム・ホメイニー国際空港（テヘラン） |
| ターキッシュ エアラインズ              | イスタンブール空港（イスタンブール） |
| エミレーツ航空                         | ドバイ国際空港（ドバイ） |
| エティハド航空                         | アブダビ国際空港（アブダビ） |
| カタール航空                           | ハマド国際空港（ドーハ） |
| エチオピア航空                         | ボレ国際空港（アディスアベバ） |
| アエロフロート・ロシア航空             | シェレメーチエヴォ国際空港（モスクワ） |
| スカンジナビア航空                     | コペンハーゲン空港（コペンハーゲン） |
| イベリア航空                           | アドルフォ・スアレス・マドリード＝バラハス空港（マドリード） |
| フィンエアー                           | ヘルシンキ・ヴァンター国際空港（ヘルシンキ） |
| ブリティッシュ・エアウェイズ           | ロンドン・ヒースロー空港（ロンドン） |
| ヴァージン・アトランティック航空       | ロンドン・ヒースロー空港（ロンドン） |
| スイス インターナショナル エアラインズ | チューリッヒ空港（チューリッヒ） |
| ルフトハンザドイツ航空                 | フランクフルト空港（フランクフルト）、ミュンヘン空港（ミュンヘン） |
| オーストリア航空                       | ウィーン国際空港（ウィーン） |
| モーリシャス航空                       | サー・シウサガル・ラングーラム国際空港（ポートルイス） |
| カンタス航空                           | シドニー国際空港（シドニー） |
| ニュージーランド航空                   | オークランド国際空港（オークランド） |
| エア・カナダ                           | トロント・ピアソン国際空港（トロント）、バンクーバー国際空港（バンクーバー）、モントリオール国際空港（モントリオール） |
| ユナイテッド航空                       | ニューアーク・リバティー国際空港（ニューヨーク）、ロサンゼルス国際空港（ロサンゼルス）、サンフランシスコ国際空港（サンフランシスコ）、シカゴ・オヘア国際空港（シカゴ） |
| アメリカン航空                         | ロサンゼルス国際空港（ロサンゼルス）、ダラス・フォートワース国際空港（ダラス） |
| アエロメヒコ航空                       | メキシコ・シティ国際空港（メキシコシティ）、ヘネラル・アベラルド・L・ロドリゲス国際空港（バハ・カリフォルニア州） |

## 就航地

### 国際線
- 東アジア
  -  日本 : 東京/成田、東京/羽田、大阪/関西、名古屋/中部、札幌/新千歳、旭川、花巻、仙台、茨城、新潟、富山、小松、静岡、岡山、広島、高松、松山、福岡、佐賀、長崎、鹿児島、沖縄/那覇
  -  大韓民国 : ソウル/仁川、釜山、大邱、済州、清州、光州、江原道
  -  北朝鮮 : 平壌
  -  香港 : 香港
  -  マカオ : マカオ
  -  台湾 : 台北/桃園、台北/松山、台中
- 東南アジア
  -  フィリピン : マニラ、セブ、カリボ
  -  タイ : バンコク/スワンナプーム、プーケット、チェンマイ
  -  ベトナム : ハノイ、ホーチミンシティ、ダナン、ニャチャン
  -  マレーシア : クアラルンプール、コタキナバル、ペナン
  -  シンガポール : シンガポール
  -  インドネシア : ジャカルタ、デンパサール
  -  カンボジア : プノンペン、シェムリアップ
  -  ブルネイ : バンダルスリブガワン
- 南アジア
  -  インド : デリー、ムンバイ
  -  スリランカ : コロンボ
- オセアニア
  -  北マリアナ諸島 : サイパン
  -  オーストラリア : シドニー、メルボルン、ブリスベン
  -  ニュージーランド : オークランド
- 中近東・アフリカ
  -  アラブ首長国連邦 : ドバイ、アブダビ
  -  カタール : ドーハ
  -  イスラエル : テルアビブ
  -  トルコ : イスタンブール
  -  イラン : テヘラン
  -  モロッコ : カサブランカ
  -  エチオピア : アディスアベバ
  -  モーリシャス : ポートルイス
- ヨーロッパ
  -  イギリス : ロンドン/ヒースロー、ロンドン/ガトウィック
  -  フランス : パリ/ドゴール
  -  ドイツ : フランクフルト、ミュンヘン
  -  オランダ : アムステルダム
  -  スイス : チューリッヒ
  -  チェコ : プラハ
  -  オーストリア : ウィーン
  -  イタリア : ミラノ、ローマ
  -  スペイン : マドリード、バルセロナ
  -  フィンランド : ヘルシンキ
  -  ロシア : モスクワ/シェレメーチエヴォ、ウラジオストク、サンクトペテルブルク
  -  ベルギー : ブリュッセル
  -  デンマーク : コペンハーゲン
  -  スウェーデン : ストックホルム
- 北米
  -  アメリカ合衆国 : ニューヨーク/ケネディ、ニューヨーク/ニューアーク、シカゴ、ロサンゼルス、アトランタ、サンフランシスコ、デトロイト、シアトル、ダラス、サンノゼ
  -  カナダ : バンクーバー、トロント、モントリオール
- 中南米
  -  メキシコ : メキシコシティ（ティファナ経由）、ティフアナ

### 国内線
- 中国

北京/首都、広州、廈門、鄭州、長春、成都、重慶、大連、丹東、桂林、貴陽、ハルビン、海口、黄山、嘉峪関、錦州、昆明、蘭州、ラサ、牡丹江、青島、秦皇島、チチハル、三亜、瀋陽、深圳、温州、武漢、西安、西寧、宜昌、銀川、張家界、珠海、済南

## アクセス

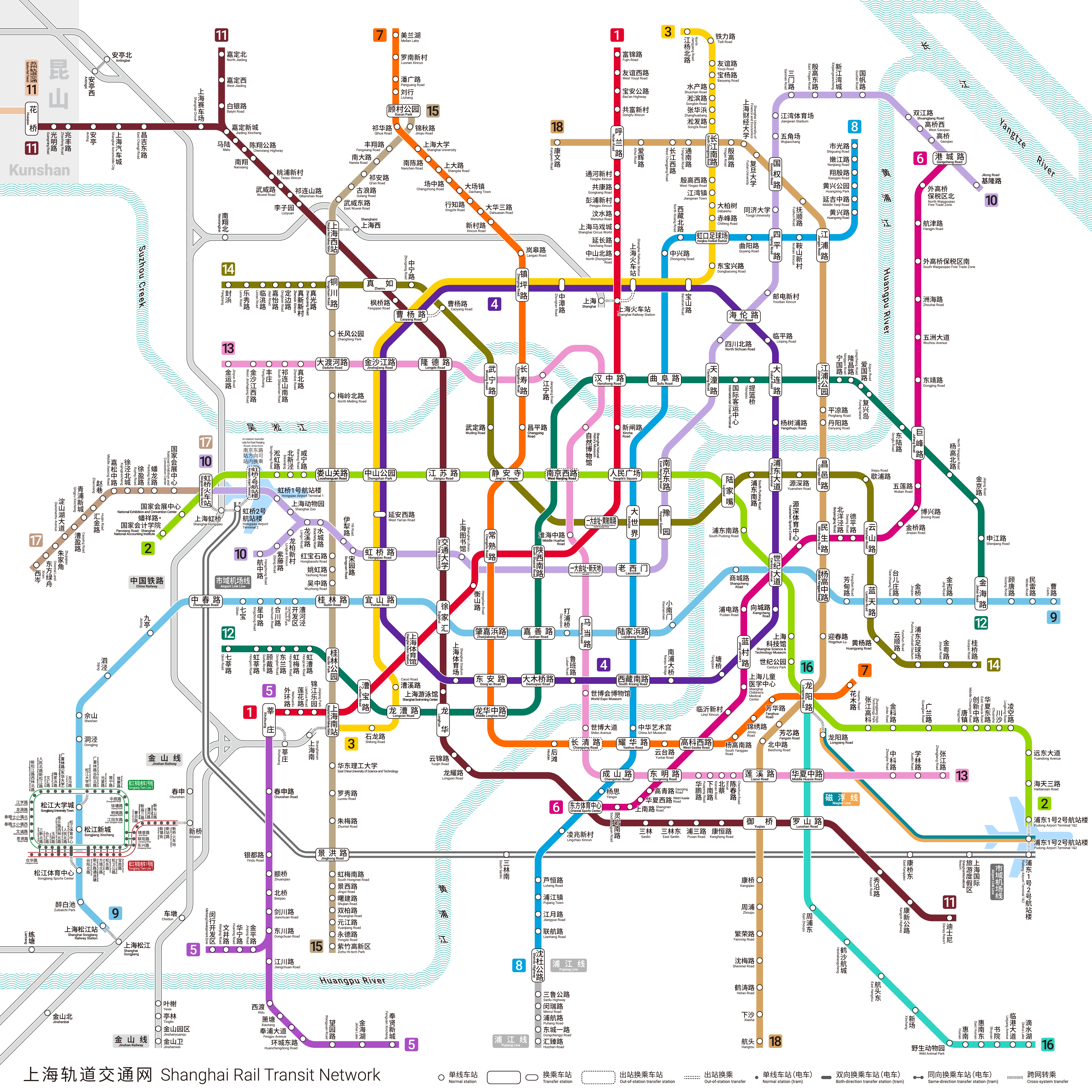
地下鉄やトランスラピッドの路線図

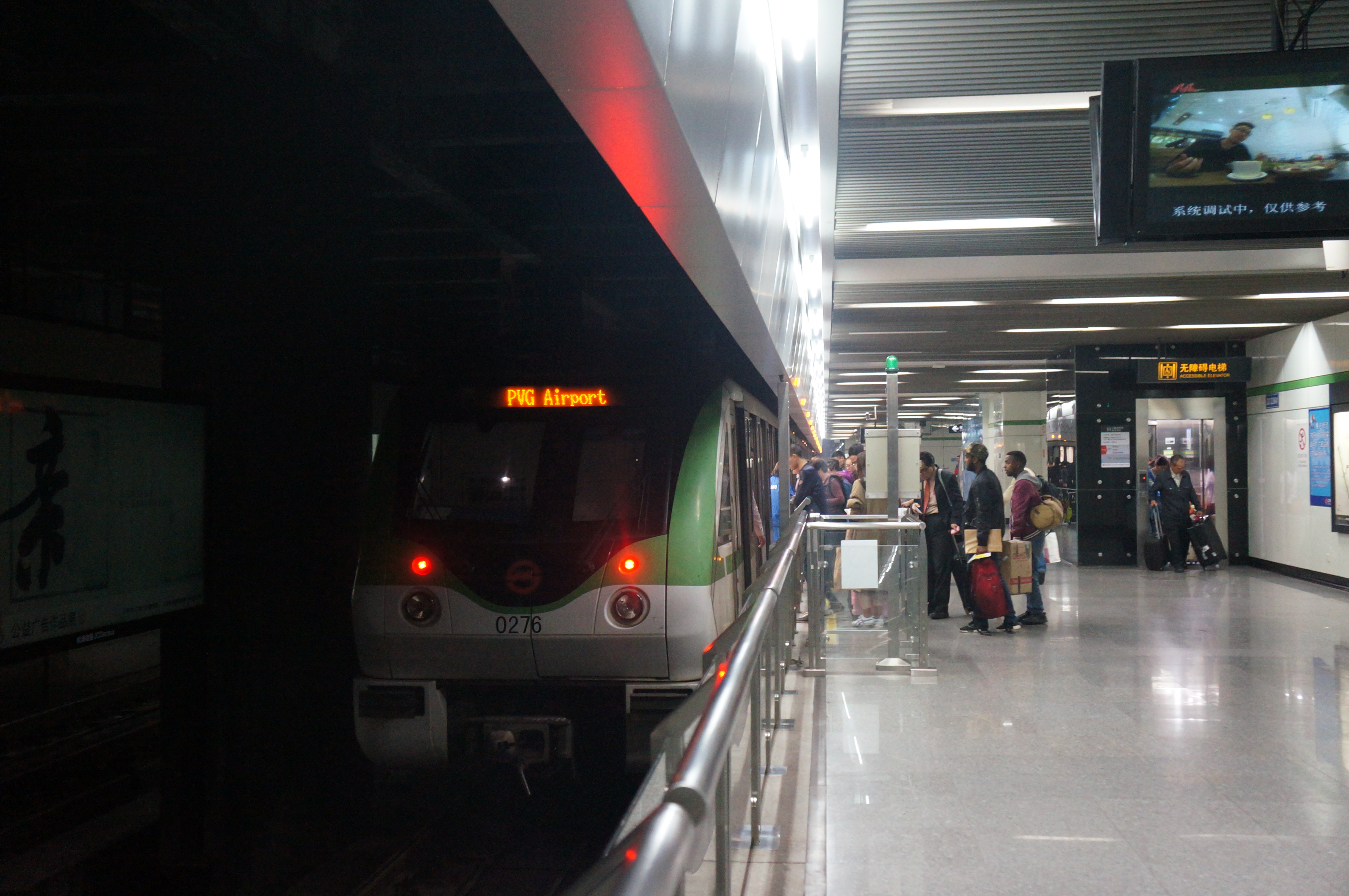
地下鉄2号線のホーム

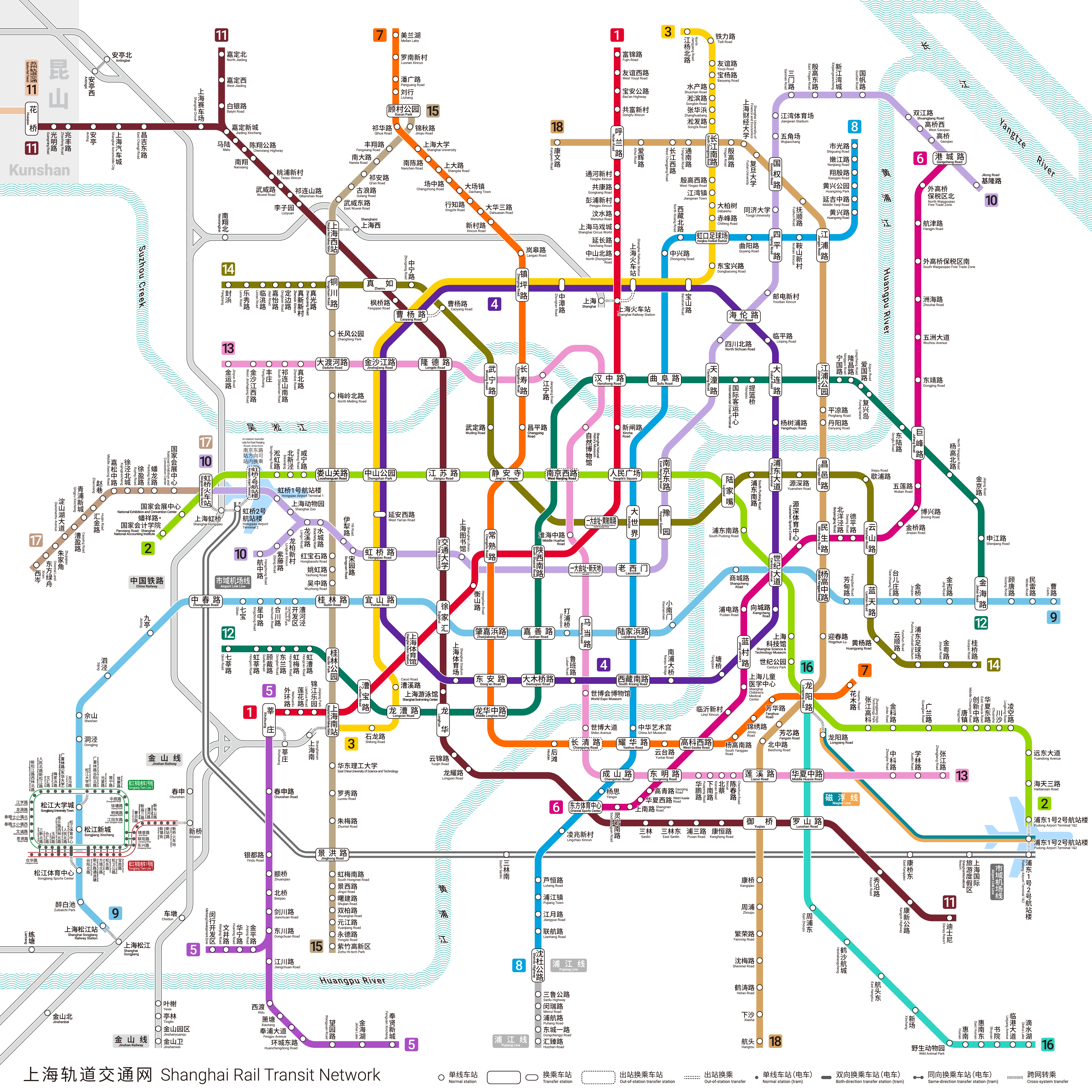
上海リニアモーターカー

地下鉄
上海軌道交通2号線浦東1号2号航站楼駅：機場駅 - 広蘭路駅間は6時～21時53分までの運行である。人民広場駅まで約80分。かつては途中の広蘭路駅で、同じホームで4両編成の列車から8両編成の列車に乗り換える必要があったが、2019年8月現在は上海虹橋国際空港の最寄り駅である虹橋2号航站楼駅を経由して終点の国家会展中心駅までの直通列車も運行されている。2010年6月現在、上海市中心部の駅まで7元で利用できる。2024年末には、上海虹橋国際空港と浦東国際空港を高速で結ぶ上海空港間連絡線が開通した。
リニアモーターカー
上海トランスラピッド。浦東1号2号航站楼駅と浦東西部の竜陽路駅の間には、営業運転世界初の磁気浮上式鉄道である上海トランスラピッドが2002年末に開通し、2004年には正式営業を開始した。30km程の距離を僅か7分程で運行している。ただ、上海市中心部に向かうには、竜陽路駅で上海軌道交通2号線又は上海軌道交通7号線に乗り換える必要がある。運行時間は竜陽路駅発が6:45-21:40、機場駅発が7:02-21:42である。
エアポートバス
- 機場1線 - 上海虹橋国際空港（直行）
- 機場2線 - 上海機場城市航站楼（上海シティエアターミナル）、静安寺（直行）
- 機場3線 - 銀河賓館
- 機場4線 - 虹口足球場
- 機場5線 - 上海駅
- 機場7線 - 上海南駅

杭州、蘇州、無錫、南京などへのバスもある。機場6線 - 中山公園行きは、2号線と経路が重なるため、2011年5月をもって、運行終了した。
タクシー
上海市内まで150 - 200元前後

### 上海虹橋国際空港
上海虹橋国際空港とのアクセスは下記の方法がある。所要時間はいずれも1時間半程度である。
- 上海軌道交通2号線：浦東1号2号航站楼駅 - 虹橋2号航站楼駅
- 上海トランスラピッド・上海軌道交通2号線：竜陽路駅で上海軌道交通2号線に乗り換え
- エアポートバス機場1線：所要時間が長くかかる場合もある。上海軌道交通2号線よりも料金は高い。
- タクシー - 200〜300元程度。深夜は利用不可。